# Bonjour Alain
Bonjour Alain est un spectacle pour enfants diffusé le samedi 1er avril 1967 de 11 h 30 à 12 h 30 à la Télévision de Radio-Canada, avec Bobino, Bobinette, La Souris verte, le Chat (de la série La Souris verte), Bidule de Tarmacadam et ses amis, Fanfreluche, Le Pirate Maboule, le constable Polycarpe, Sol, Biscuit, Loup-garou, Titoizeau, Moustache et Poncho, Michel le Magicien, Lise Lasalle, Jean Besré et Alain Gélinas. Partie de hockey entre les Atomes et l’équipe de La Boîte à Surprise. Patinage artistique. Compétitions olympiques sur glace. Exposition de découpages faits par des enfants du monde entier. Animateur : Monsieur Surprise. Enregistré au Forum de Montréal,.
Pour cette occasion, Radio-Canada créa le personnage « Le reporter Alain » incarné par Alain Gélinas qui avait le rôle de présenter toutes les émissions jeunesse de Radio-Canada.

## Émission « Alain »
Lundi, le 4 septembre 1967 de 10 h 30 à 10 h 45, Alain Gélinas reprend son rôle de reporter dans une autre émission intitulée « Alain » :
« Alain a fait un rêve… Un rêve extraordinaire qui dévoilera aux jeunes mille et un secrets sur la programmation d’automne de Radio-Canada concernant les émissions jeunesse. Quel est ce rêve? ».
Voici quelques-unes des émissions abordées : Bobino, La Souris verte, Bidule de Tarmacadam, La Boîte à Surprise.